# ملونی دیاز
ملونی دیاز (انگلیسی: Melonie Diaz؛ زادهٔ ۲۵ آوریل ۱۹۸۴) بازیگر اهل ایالات متحده آمریکا است.
از فیلم‌ها یا برنامه‌های تلویزیونی که وی در آن نقش داشته است، می‌توان به مشکل دوچندان، پسر آمریکایی، پینه‌دوز، ترور یک رئیس دبیرستان، گرینگو، به یاد داشته باشید، هملت ۲، آزمایش بلکو و او مرا می‌خواهد اشاره کرد.